# Amor de madre (canción)
«Amor de Madre» es el primer sencillo del álbum We Broke the Rules de la agrupación de bachata Aventura. La canción está basada en una situación real y muestra el amor verdadero de una madre.

## Contenido
La canción narra la historia de una madre que consiente a su primer y único hijo en todos sus caprichos, cosa que le hace mal a su comportamiento adquiriendo una personalidad egocéntrica y soberbia.
El chico termina en la cárcel por homicidio, lo que hace que la madre no acepte la realidad y que posteriormente muera de sufrimiento.